# Obiettivo 14 per lo Sviluppo sostenibile
L'Obiettivo 14 per lo Sviluppo sostenibile (Obiettivo 14 oppure OSS 14) riguarda "La vita sott'acqua" La dicitura ufficiale è "Conservare e utilizzare in maniera sostenibile gli oceani, i mari e le risorse marine per uno sviluppo sostenibile". L'Agenda ha 17 traguardi da raggiungere entro il 2030. I progressi verso ogni traguardo vengono misurati con un indicatore ciascuno.

OSS 14

I primi sette traguardi sono "traguardi di risultato": per esempio ridurre l'inquinamento marino; proteggere e ripristinare gli ecosistemi; ridurre l'acidificazione dell'oceano; promuovere la pesca sostenibile; preservare aree costiere e marine. Gli ultimi tre traguardi sono "mezzi di realizzazione dei traguardi": per aumentare la conoscenza scientifica, la ricerca e la tecnologia per la salute degli oceani; per supportare i piccoli pescatori; per implementare e far rispettare il diritto internazionale del mare.
Gli oceani e la pesca sostengono le esigenze economiche, sociali e ambientali della popolazione mondiale. Gli oceani sono la fonte di vita del pianeta e il regolatore del sistema climatico globale. Sono l'ecosistema più grande del mondo con quasi un milione di specie conosciute. Gli oceani coprono più di due terzi della superficie terrestre e contengono il 97% dell'acqua del pianeta. Sono essenziali per rendere il pianeta vivibile.
L'acqua piovana, l'acqua potabile e il clima sono tutti regolati dal contenuto termico e dalle correnti degli oceani. Più di 3 miliardi di persone dipendono dal mare per il loro sostentamento. Tuttavia, c'è stato un aumento del 26 percento dell'acidificazione dai tempi della rivoluzione industriale. Strategie efficaci per attenuare gli effetti negativi dell'aumento dell'acidificazione degli oceani sono necessarie per aumentare l'uso sostenibile degli oceani. Secondo il rapporto del 2020 sui progressi verso gli Obiettivi per lo Sviluppo sostenibile, i recenti sforzi per proteggere oceani, ambienti marini e piccoli pescatori non soddisfano il bisogno di proteggere le risorse.

## Il contesto

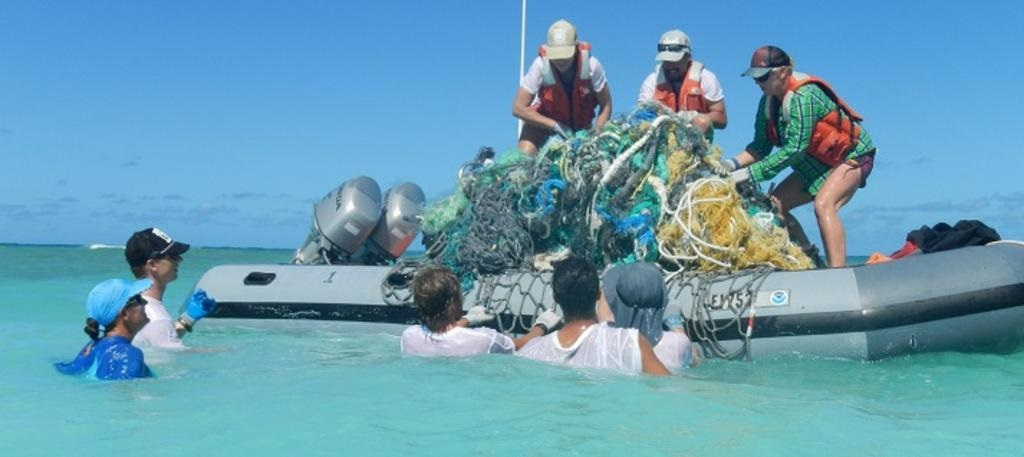
Rimozione di rifiuti dal mare nelle Hawaii

Gli Obiettivi per lo Sviluppo Sostenibile sono una raccolta di 17 obiettivi globali fissati dalle Nazioni Unite. Gli obiettivi generali sono interconnessi, anche se ognuno ha i propri traguardi da raggiungere. Gli Obiettivi di Sviluppo sostenibile coprono un’ampia gamma di problemi relativi allo sviluppo sociale ed economico. Questi includono la povertà, la fame, la salute, l’istruzione, il cambiamento climatico, l’uguaglianza di genere, l’approvvigionamento idrico, la raccolta di rifiuti, l’energia, l’urbanizzazione, l’ambiente e la giustizia sociale. Il documento finale del Vertice dell’ONU riguardante l’Agenda 2030: “Trasformare il nostro mondo: l’Agenda 2030 per lo sviluppo sostenibile” pone l’accento sulla necessità di “proteggere il pianeta dal degrado, incluso il consumo e la produzione sostenibile, di gestire in modo sostenibile le sue risorse naturali e di intervenire in modo concreto sul cambiamento climatico per poter provvedere al sostentamento delle generazioni presenti e future.”
Il 30% degli habitat marini è stato distrutto e il 30% delle riserve ittiche mondiali sono sfruttate eccessivamente. L’inquinamento marino ha raggiunto livelli sconvolgenti; ogni minuto vengono rilasciate negli oceani 15 tonnellate di plastica. Il 20% di tutte le barriere coralline è stato distrutto irreversibilmente, e un altro 24% è a rischio immediato di collasso. Circa un milione di uccelli marini, 100.000 mammiferi marini, e un numero indeterminato di pesci viene danneggiato o muore annualmente a causa dell’inquinamento marino prodotto dagli esseri umani. È stato riscontrato che il 95% dei fulmari in Norvegia ha componenti plastiche nell’intestino. Le microplastiche sono un’altra forma di inquinamento marino.
Il deterioramento delle acque costiere è diventato un fenomeno globale dovuto all’inquinamento e all’eutrofizzazione costiera (eccesso di sostanze nutritive nell’acqua), dove fattori simili al cambiamento climatico possono influire sugli oceani e avere un impatto negativo sulla biodiversità marina. “Senza sforzi concertati, si prevede che l’eutrofizzazione costiera aumenterà del 20% nei grandi ecosistemi marini entro il 2050.”

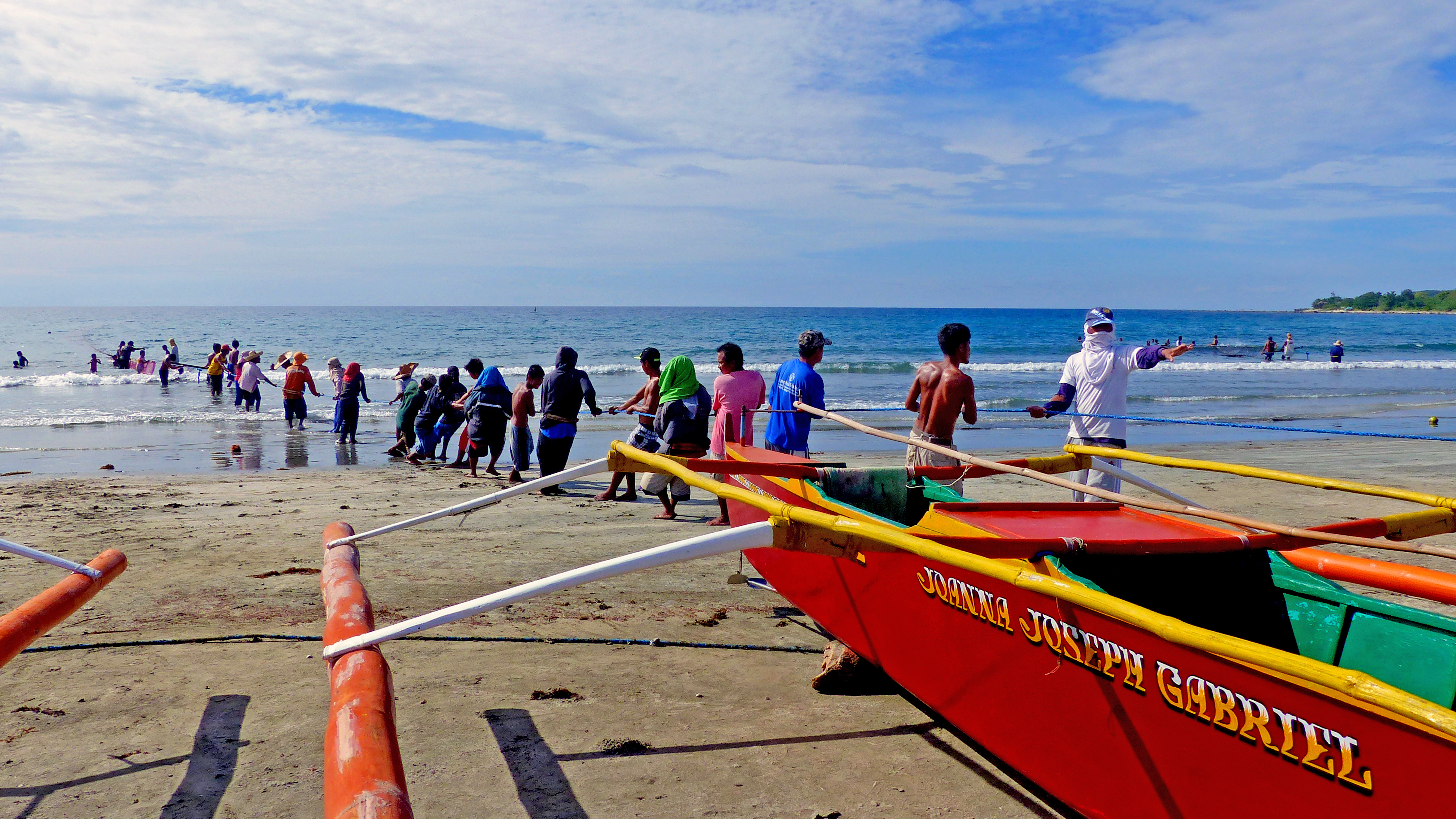
Un gruppo di uomini che trascinano una rete da pesca su una spiaggia nelle Filippine

Contrassegnata da estinzioni, invasioni, ibridazioni e da riduzioni dell’abbondanza delle specie, la biodiversità marina è attualmente in declino al livello globale. “Negli ultimi decenni, c’è stato un aumento esponenziale delle attività umane, all’interno e in prossimità degli oceani, risultanti in conseguenze negative per il nostro ambiente marino”. Reso evidente dal degrado degli habitat e dai cambiamenti nei processi ecosistemici, il declino della salute degli oceani ha un effetto negativo sulle persone, sui loro mezzi di sussistenza e sulle intere economie, e le comunità locali che fanno affidamento sulle risorse degli oceani sono le più colpite (e ad essere maggiormente colpite sono le comunità locali che fanno affidamento sulle risorse degli oceani). Decisioni sbagliate nella gestione delle risorse possono compromettere la conservazione, i mezzi di sostentamento locali e gli obiettivi di sostenibilità delle risorse. "La gestione sostenibile dei nostri oceani si basa sulla capacità di influenzare e guidare l'uso umano dell'ambiente marino".
Gli oceani attenuano l'impatto dei cambiamenti climatici e assorbono circa il 23% delle emissioni annuali di varie forme di carbonio, la più preoccupante delle quali è l'anidride carbonica. A causa dei carboni assorbiti, l'acqua del mare diventa più acida e i suoi livelli di pH diminuiscono notevolmente. L'acidificazione degli oceani mette in pericolo le barriere coralline e altre specie, con ripercussioni sulla catena alimentare marina e sui servizi ecosistemici, tra cui la pesca, i trasporti e persino il turismo.

## Traguardi, indicatori e progressi

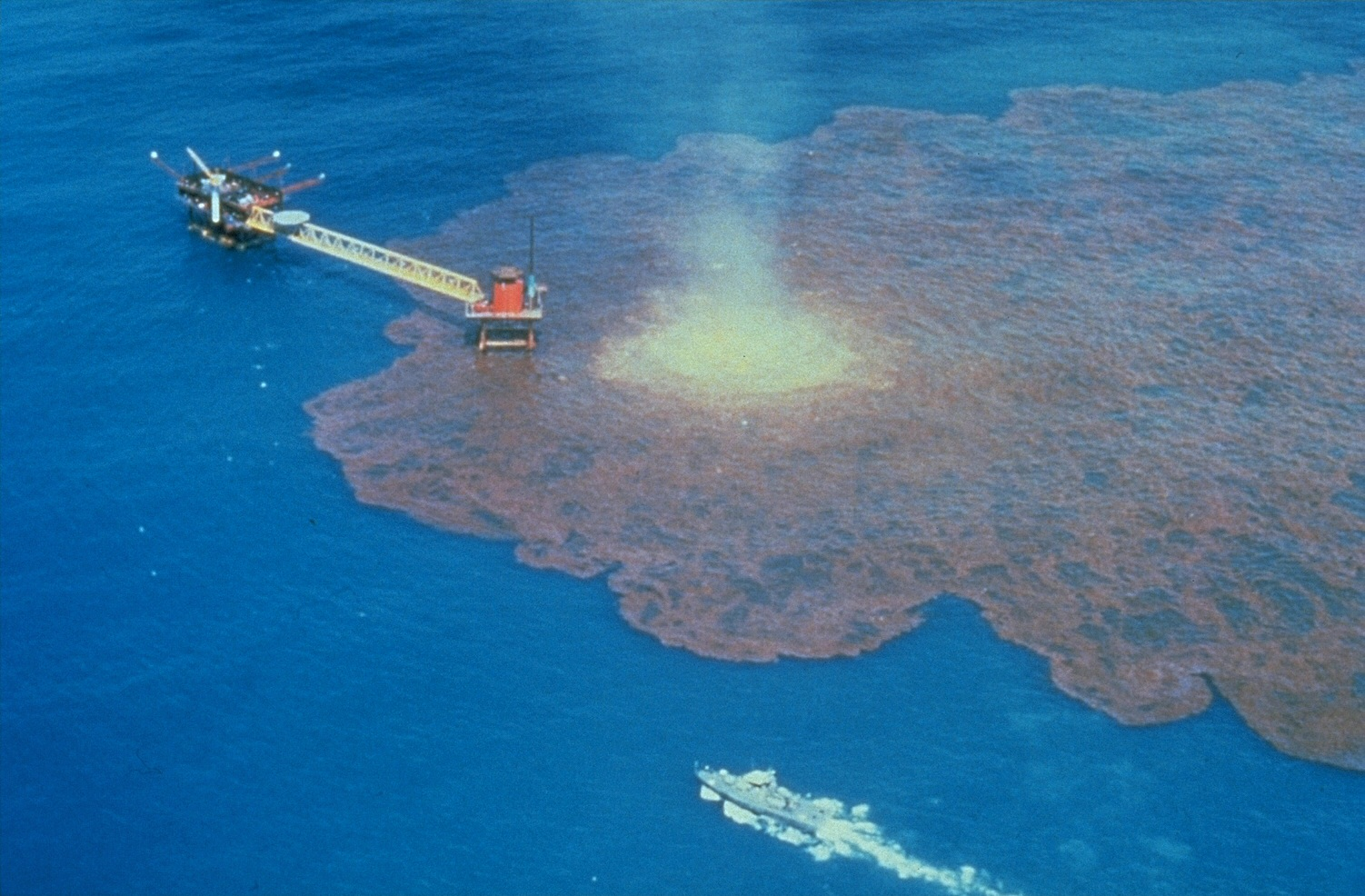
Inquinamento delle acque in seguito ad un disastro petrolifero

L'ONU ha definito 10 traguardi e 10 indicatori per il 14esimo obiettivo per lo Sviluppo sostenibile che includono la prevenzione e la riduzione dell'inquinamento marino e dell'acidificazione degli oceani, la protezione degli ecosistemi marini e costieri e la regolamentazione della pesca. I traguardi richiedono anche un aumento della conoscenza scientifica degli oceani. Alcuni traguardi prevedono il raggiungimento nel 2020, altri nel 2025 e altri ancora non hanno un anno di riferimento.
I dieci traguardi includono la riduzione dell'inquinamento marino (14.1), la protezione e il ripristino degli ecosistemi (14.2), la riduzione dell'acidificazione degli oceani (14.3), la pesca (tradizionale e subacquea) sostenibile (14.4), la conservazione delle aree costiere e marine (14.5), la fine dei sussidi che contribuiscono alla pesca eccessiva (14.6), l'aumento dei benefici economici derivanti dall'uso sostenibile delle risorse marine (14.7), l'incremento delle conoscenze scientifiche (14.a), il sostegno ai piccoli pescatori (14.b) e l'implementazione e l'applicazione del diritto internazionale del mare (14.c). La maggior parte dei 14 traguardi dell’OSS 14 non è misurabile in termini quantitativi perché i dati non sono ancora disponibili; solo il traguardo 14.5 è quantificabile.